# Gerda Munsinger
Gerda Munsinger (* 10. September 1929 in Königsberg als Gerda Heseler; † 24. November 1998 in München) war ein deutsches Model. Sie soll eine Prostituierte und Spionin in sowjetischen Diensten gewesen sein. 1966 stand sie im Zentrum der Munsinger-Affäre, die in Kanada für großes Aufsehen sorge.

## Biografie
Gegen Ende des Zweiten Weltkriegs flüchtete Gerda Heseler aus Ostpreußen in die sowjetische Besatzungszone und gelangte einige Zeit später nach Westdeutschland. Sie war dort als Putzfrau, Serviererin und Model tätig. Zu Beginn der 1950er Jahre heiratete sie Michael Munsinger, einen US-amerikanischen Besatzungssoldaten. Wie damals bei Vertriebenen aus den Ostgebieten üblich, lehnten die amerikanischen Behörden ihren Einbürgerungsantrag ab, da sie als Sicherheitsrisiko galt. Das Paar zog nach Kanada und ließ sich später scheiden.
Munsinger lebte ab 1958 in Montreal, wo sie als Model sowie in einem Nachtclub als Serviererin und Hostess arbeitete. Dabei lernte sie zahlreiche Geschäftsleute und hohe Regierungsbeamte kennen, mit denen sie Liebesaffären hatte. Unter ihnen waren der stellvertretende Verteidigungsminister Pierre Sévigny und Verkehrsminister George Hees, Mitglieder des konservativen Kabinetts von John Diefenbaker. Nach einer Überprüfung durch die Royal Canadian Mounted Police ordnete Justizminister Davie Fulton 1961 ihre Abschiebung in die Bundesrepublik Deutschland an.
Die Affäre wurde im September 1966 publik, als der liberale Justizminister Lucien Cardin ihren Namen in einer Debatte erwähnte und sich dadurch gegen Anschuldigungen der konservativen Opposition wegen eines Spionagefalls wehrte. Cardin erläuterte daraufhin den Munsinger-Fall den Medien und behauptete, sie sei inzwischen an Leukämie verstorben. Doch Robert Reguly, ein Reporter der Zeitung Toronto Daily Star, spürte Munsinger in München auf, wo sie in bester Gesundheit lebte. In verschiedenen Interviews enthüllte sie freimütig ihre Liebesaffären mit den Ministern, wies aber die Anschuldigungen, sie sei eine sowjetische Spionin, entschieden zurück.
Nachdem in Kanada auf ihre Enthüllungen hin ein Medienrummel entbrannt war, heiratete Munsinger ein weiteres Mal und lebte relativ zurückgezogen in München, wo sie 1998 starb.